# 트루컬러 (영화 기술)
트루컬러(Trucolor)는 리퍼블릭 픽처스(Republic Pictures)의 컨솔리데이티드 필름 인더스트리스(Consolidated Film Industries) 부서에서 사용하고 소유한 컬러 영화 프로세스였다. 이는 컨솔리데이티드의 자체 마그나컬러(Magnacolor) 프로세스를 대체하기 위해 도입되었다.
리퍼블릭은 1940년대와 1950년대 초반까지 서부극에 주로 트루컬러를 사용했다. 최초의 트루컬러 개봉작은 아웃 캘리포니아 웨이(Out California Way, 1946)였으며 이 과정에서 촬영된 마지막 영화는 스포일러스 오브 더 포리스트(Spoilers of the Forest, 1957)였다. 더 저렴한 가격으로 더 나은 결과를 제공하는 이스트만컬러(Eastmancolor) 및 안스코(Ansco) 컬러 필름의 출현으로 트루컬러는 공교롭게도 리퍼블릭의 종말과 동시에 버려졌다.
도입 당시 트루컬러는 2색 감색 프로세스였다. 약 3년 후, 제조업체는 듀폰 필름 스톡을 기반으로 한 3색 이형 시스템을 포함하도록 프로세스를 확장했다. 나중에 듀폰 필름을 이스트만 코닥 필름 스톡으로 교체했다. 따라서 약 12년의 수명 동안 트루컬러 프로세스는 실제로 컬러 릴리스 인쇄를 위한 세 가지 개별 시스템이었으며 모두 동일한 "트루컬러" 스크린 크레딧을 가지고 있었다. 그러나 1950년까지 일부 영화 관람객과 연예 출판물에서는 트루컬러 제작물이 때때로 색상 부정확성으로 인해 부족하고 시각적으로 산만하다는 사실을 발견했다.